# Травълър
„Травълър“ (на английски: Traveler) е американски сериал, продуциран от Warner Bros. Television и излъчван от 10 май 2007 г. до 18 юли 2007 г.
„Травълър“ е официално спрян след осем излъчени епизода. Фенове са се опитватвали да спасят шоуто, но безуспешно. На 28 септември 2007 г. създателят Дейвид ДиДжилио поства „блог с отговори“, с който официално се слага край на сериала.

## Епизоди
| Номер | Заглавие     | Първо излъчване в САЩ | Първо излъчване в България |
| ----- | ------------ | --------------------- | -------------------------- |
| 01    | Pilot        | 10 май 2007 г.        | 5 април 2008 г.            |
| 02    | The Retreat  | 30 май 2007 г.        | 12 април 2008 г.           |
| 03    | New Haven    | 6 юни 2007 г.         | 10 май 2008 г.             |
| 04    | The Out      | 13 юни 2007 г.        | 10 март 2009 г.            |
| 05    | The Tells    | 20 юни 2007 г.        | 11 март 2009 г.            |
| 06    | The Trader   | 27 юни 2007 г.        | 12 март 2009 г.            |
| 07    | The Reunion  | 11 юли 2007 г.        | 13 март 2009 г.            |
| 08    | The Exchange | 18 юли 2007 г.        | 16 март 2009 г.            |

## „Травълър“ в България
В България сериалът, преведен като „Кодово име Травълър“, започва излъчване на 5 април 2008 г. по Нова телевизия с разписание всяка събота от 20:00. Първи и втори епизод са излъчени на 5 и 12 април, а трети епизод – на 10 май, след което излъчването е спряно. На 4 март 2009 г. започва наново с разписание всеки делник от 23:15, като първите три епизода са повторени, а премиерите на останалите започват на 10 март и последният епизод е излъчен на 16 март. Ролите се озвучават от артистите Татяна Захова, Владимир Пенев, Мартин Герасков и Силви Стоицов.